# 須原駅
須原駅（すはらえき）は、長野県木曽郡大桑村大字須原にある、東海旅客鉄道（JR東海）中央本線の駅である。

## 歴史
- 1909年（明治42年）12月1日：国有鉄道中央西線が野尻駅から延伸した際の終着駅として開業[1][3]。旅客および貨物の取扱を開始[2]。
- 1910年（明治43年）10月5日：中央西線が上松駅まで延伸し、途中駅となる[3]。
- 1911年（明治44年）5月1日：線路名称改定[3]。当駅を含む中央西線が中央本線に編入される[3]。
- 1972年（昭和47年）11月30日：貨物の取扱を廃止[2]。
- 1982年（昭和57年）2月26日：業務委託駅となる[4]。
- 1984年（昭和59年）2月1日：荷物扱い廃止[2]。
- 1985年（昭和60年）3月22日：駅員無配置となり[5]、簡易委託駅となる[6]。
- 1987年（昭和62年）4月1日：国鉄分割民営化により、東海旅客鉄道の駅となる[7]。
- 2024年（令和6年）10月1日：シルバー人材センターによる乗車券委託販売（簡易委託）の受託を解除し、終日無人化[8][9]。

## 駅構造
島式ホーム1面2線を持つ列車交換可能な地上駅で、木造駅舎、留置線、跨線橋を有する。
木曽福島駅管理の無人駅である。

### のりば
| 番線 | 路線        | 方向 | 行先               |
| ---- | ----------- | ---- | ------------------ |
| 1    | CF 中央本線 | 下り | 木曽福島・長野方面 |
| 2    | CF 中央本線 | 上り | 中津川・名古屋方面 |

## 利用状況
「長野県統計書」によると、1日平均の乗車人員は以下の通りである。
- 2007年度 - 75人[1]
- 2009年度 - 55人[1]
- 2010年度 - 49人[11]
- 2011年度 - 48人[12]
- 2012年度 - 46人[13]
- 2013年度 - 50人[14]
- 2014年度 - 45人[15]
- 2015年度 - 48人[16]
- 2016年度 - 51人[17]
- 2017年度 - 48人[18]
- 2018年度 - 53人[19]

## 駅周辺
中山道須原宿を中心としたエリア。当駅は宿場町の中心に位置するが特に市街地は形成されていない、南東に商業施設が点在する。
- 中山道須原宿[1]
- 定勝寺（重要文化財）[1]
- 関西電力須原事務所・須原発電所
- 須原郵便局
- IHIターボ 本社
- 木曽川
- 国道19号

### バス路線
- おんたけ交通
- 上松町地域振興バス

## 隣の駅
東海旅客鉄道（JR東海）
CF 中央本線
倉本駅 - 須原駅 - 大桑駅